# 奥戴环形山

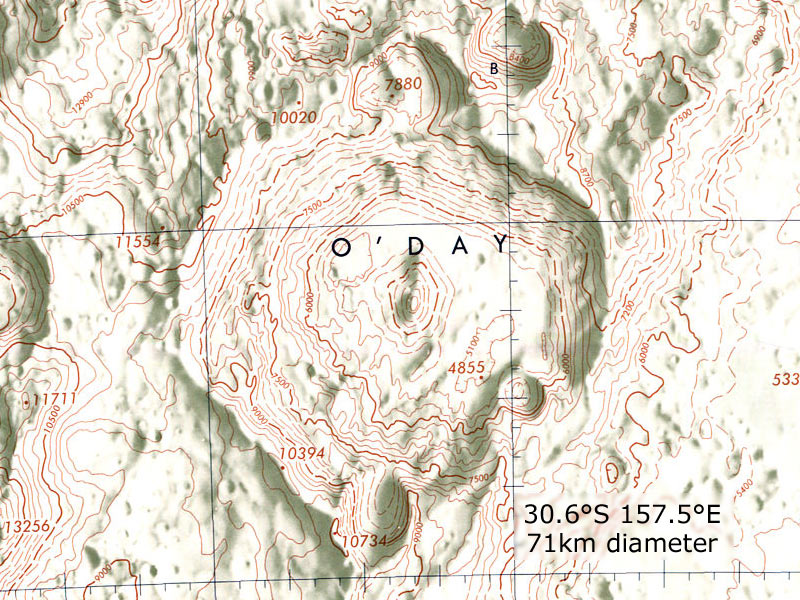
奥戴环形山地形图

奥戴环形山（O'Day）是月球背面位于智海西北岸的一座大撞击坑，约形成于哥白尼纪，其名称取自美国物理学家马库斯·奥戴（Marcus O'Day，1897年-1961年），1970年被国际天文学联合会正式批准接受。

## 描述
该陨坑西侧毗邻谢尔宾斯基环形山；北面靠近巴尔比耶环形山；帕拉塞尔苏斯环形山位于它的西北；东北偏北坐落着泽林斯基环形山；而汤姆孙环形山和赛德尔环形山则分别位于它的东南和西南。该环形山的中心月面坐标为30°25′S 157°17′E / 30.42°S 157.29°E，直径70.4公里，深度2.8公里。
奥戴环形山外观呈多边形状，磨损程度中等。陨坑口沿尖峭、边缘清晰，内侧壁带有阶地状结构，特别是远离月海的西半侧尤为明显；南侧坑壁横跨着一座杯形的小陨坑-卫星坑奥戴 M。靠月海一侧低矮的东南内壁上也嵌入了一座细小的月坑。该陨坑形成时向东南偏东所抛射的岩石距离达到30公里。坑壁平均高出周边地形1290米，内部容积约4500立方千米。坑底内除北部和东南较平整外，其余地区崎岖而不规则；中心点坐落着一座双峰山，其中北峰所在的山脊呈东西向延伸。
由于奥戴环形山拥有突出的射纹系统，因而它被认定为形成于哥白尼纪

## 卫星陨石坑
按惯例，最靠近奥戴环形山的卫星坑在月图上以字母标注在该坑中心点的旁边。

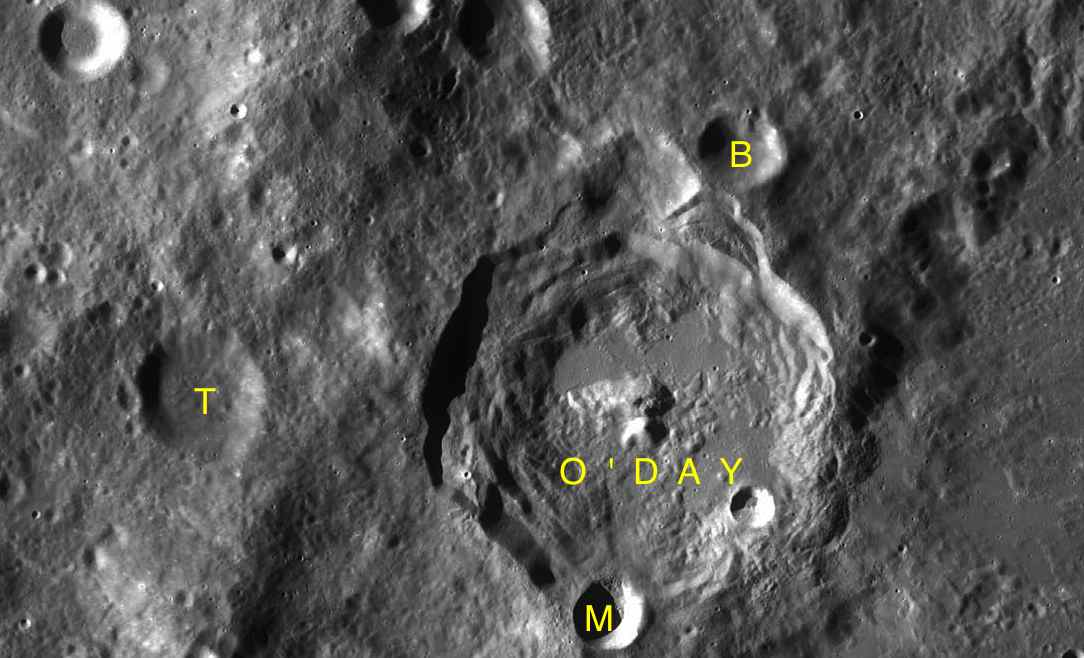
LAC-103 月图

| 奥戴 | 纬度    | 经度     | 直径    |
| ---- | ------- | -------- | ------- |
| B    | 29.1° S | 158.0° E | 16 公里 |
| M    | 31.7° S | 157.1° E | 16 公里 |
| T    | 30.4° S | 154.4° E | 24 公里 |

## 另请参阅
- Andersson, L. E.; Whitaker, E. A. . NASA RP-1097. 1982.
- Blue, Jennifer. . USGS. July 25, 2007  [2007-08-05]. （原始内容存档于2013-02-13）.
- Bussey, B.; Spudis, P. . New York: Cambridge University Press. 2004. ISBN 978-0-521-81528-4.
- Cocks, Elijah E.; Cocks, Josiah C. . Tudor Publishers. 1995. ISBN 978-0-936389-27-1.
- McDowell, Jonathan. . Jonathan's Space Report. July 15, 2007  [2007-10-24]. （原始内容存档于2018-12-25）.
- Menzel, D. H.; Minnaert, M.; Levin, B.; Dollfus, A.; Bell, B. . Space Science Reviews. 1971, 12 (2): 136–186. Bibcode:1971SSRv...12..136M. doi:10.1007/BF00171763.
- Moore, Patrick. . Sterling Publishing Co. 2001. ISBN 978-0-304-35469-6.
- Price, Fred W. . Cambridge University Press. 1988. ISBN 978-0-521-33500-3.
- Rükl, Antonín. . Kalmbach Books. 1990. ISBN 978-0-913135-17-4.
- Webb, Rev. T. W.  6th revised. Dover. 1962. ISBN 978-0-486-20917-3.
- Whitaker, Ewen A. . Cambridge University Press. 1999. ISBN 978-0-521-62248-6.
- Wlasuk, Peter T. . Springer. 2000. ISBN 978-1-85233-193-1.